# Infinitypool

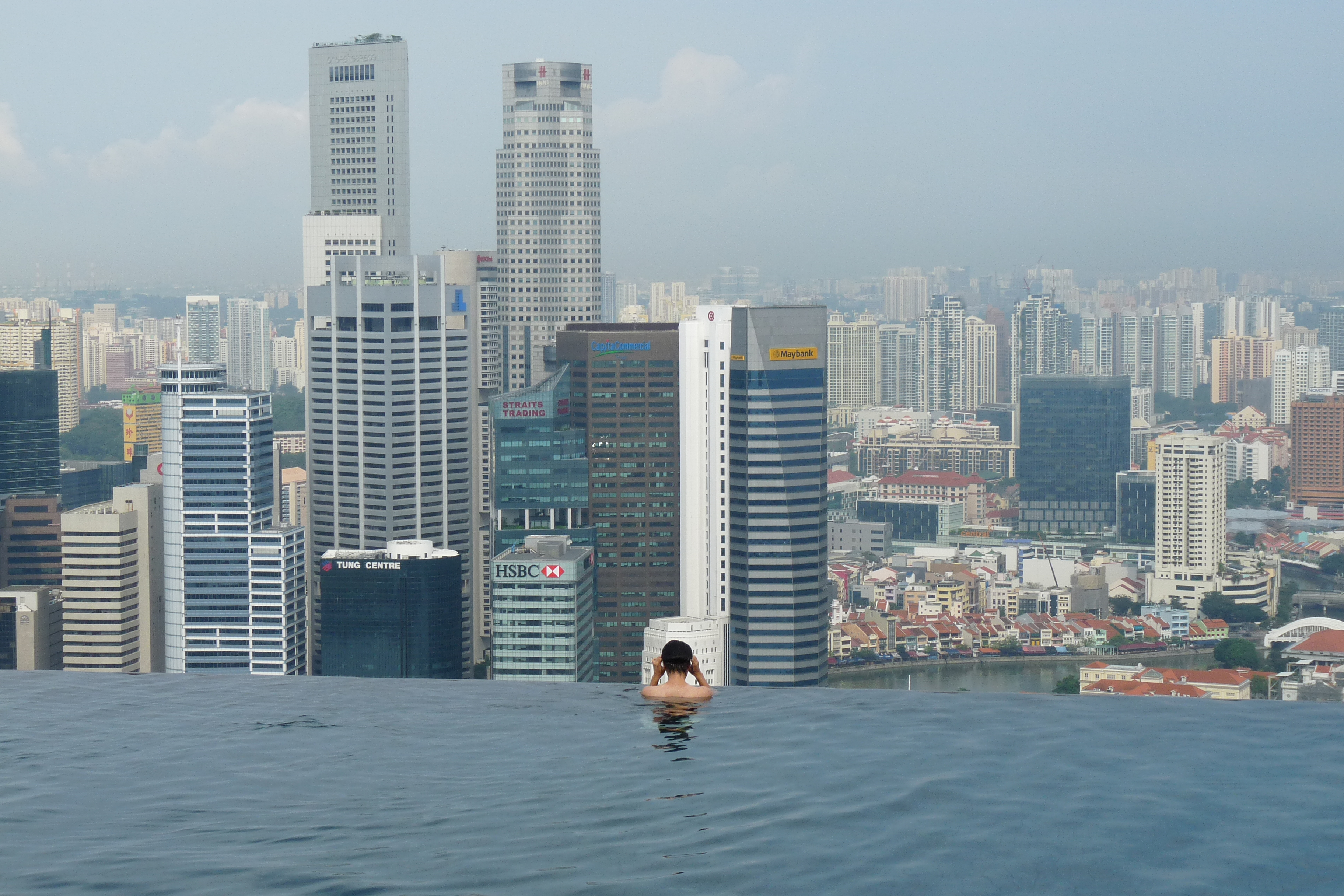
Infinitypool auf der Aussichtsplattform des Hotels Marina Bay Sands in Singapur

Ein Infinitypool [ɪnˈfɪnɪtipuːl] (englisch für Unendlichkeitsbecken) ist eine besondere Art von scheinbar kantenlosem Schwimm- oder Reflexionsbecken, bei dem ein Ende so abgesenkt ist, dass man den Eindruck hat, das Wasser würde im Nichts oder in der Unendlichkeit (englisch infinity) verschwinden. Tatsächlich läuft das Wasser über die abgesenkte Kante eines Überlaufs in eine außen befindliche Überlaufrinne ab. Dieser Unendlichkeitseffekt ist besonders eindrucksvoll, wenn das Wasser des Beckens scheinbar mit dem Wasser eines Meeres verschmilzt.
Infinitypools finden sich vor allem in exklusiven Ferienresorts oder privaten Anwesen. Generell sind Pools mit Überlaufrinne teurer im Bau als Pools mit Skimmer. 

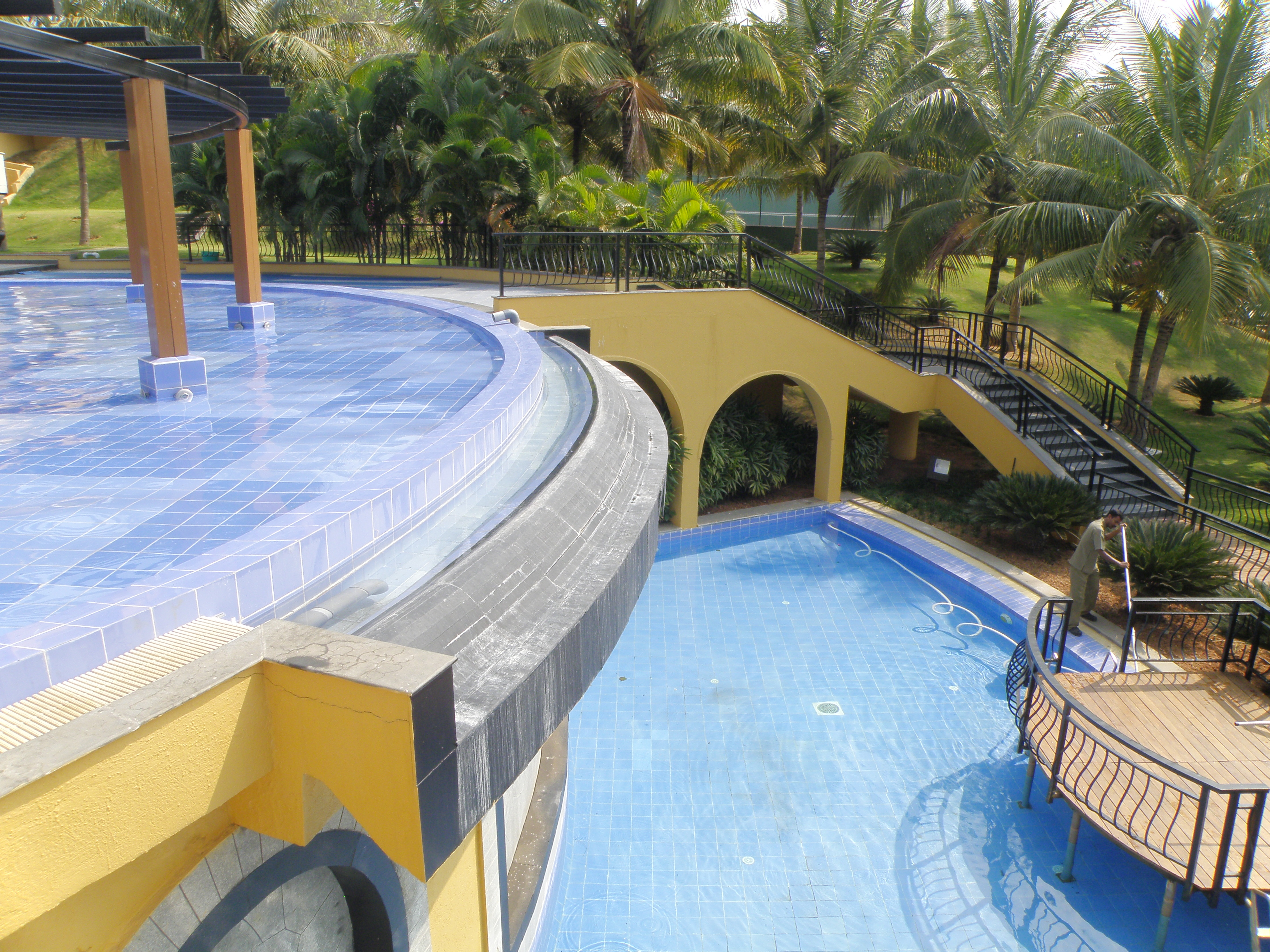
Überlauf und Auffangbecken eines Infinitypools in Mysuru, Indien
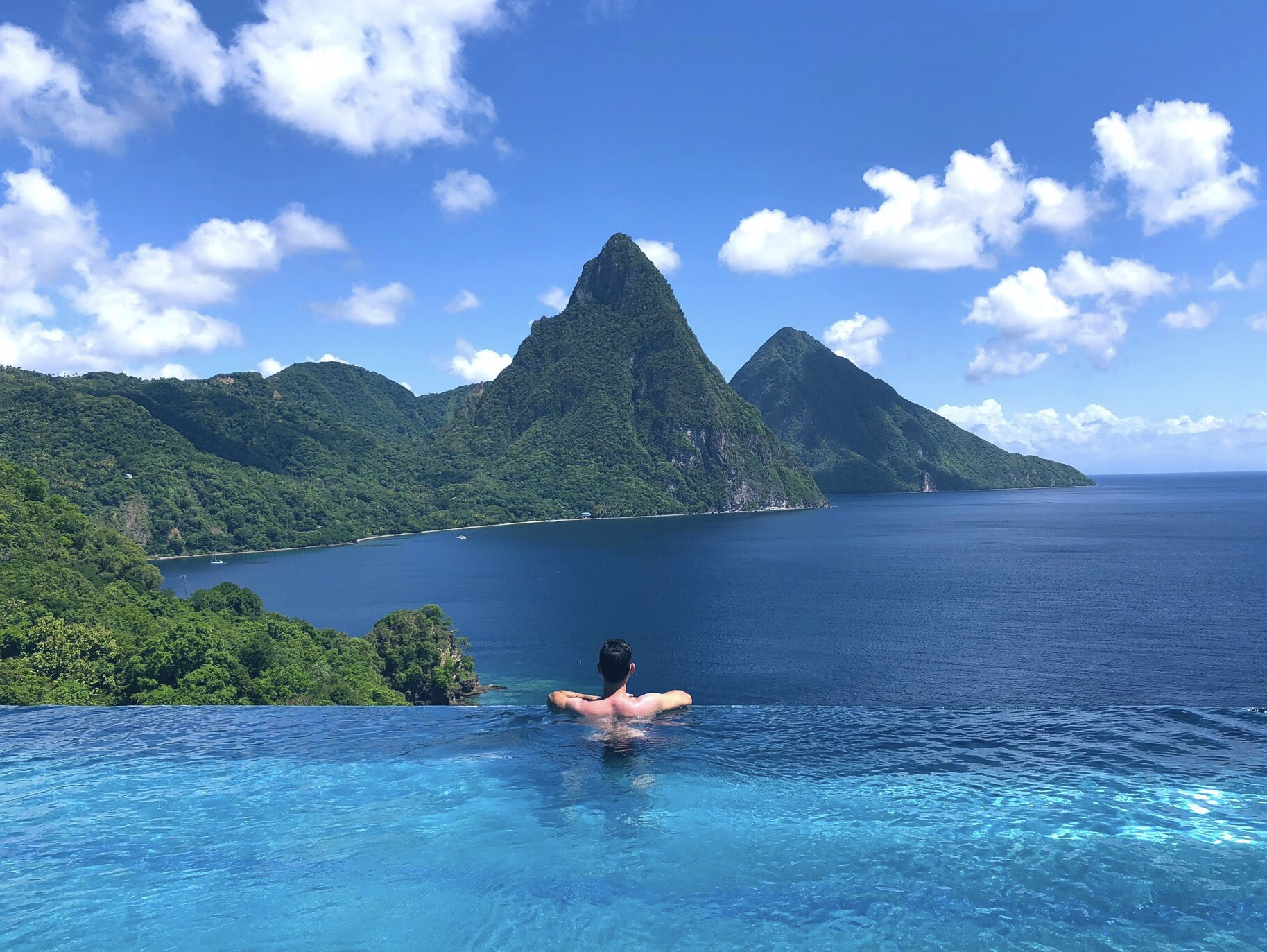
Infinitypool mit Meerblick in St. Lucia
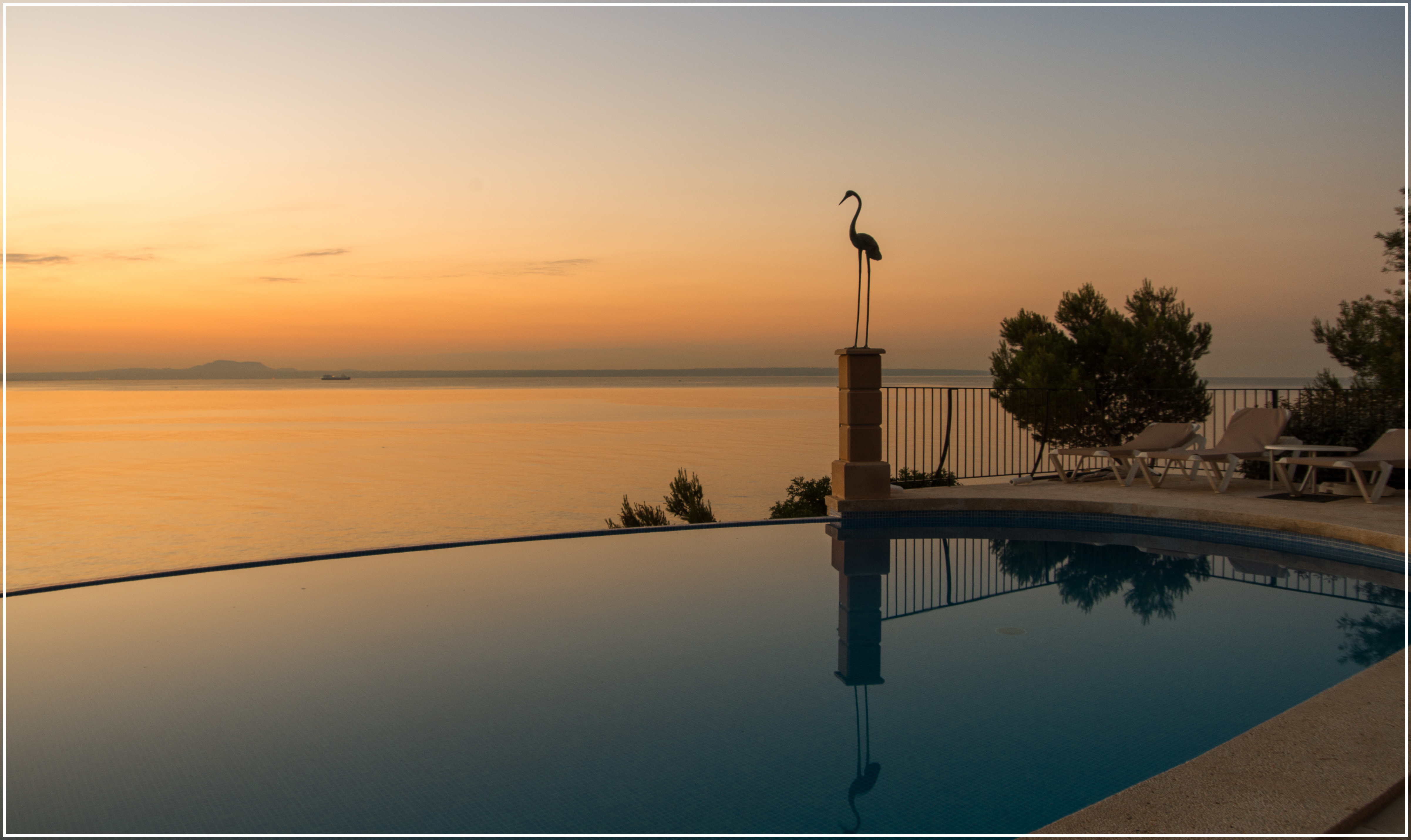
Sonnenuntergang in Calvià auf Mallorca
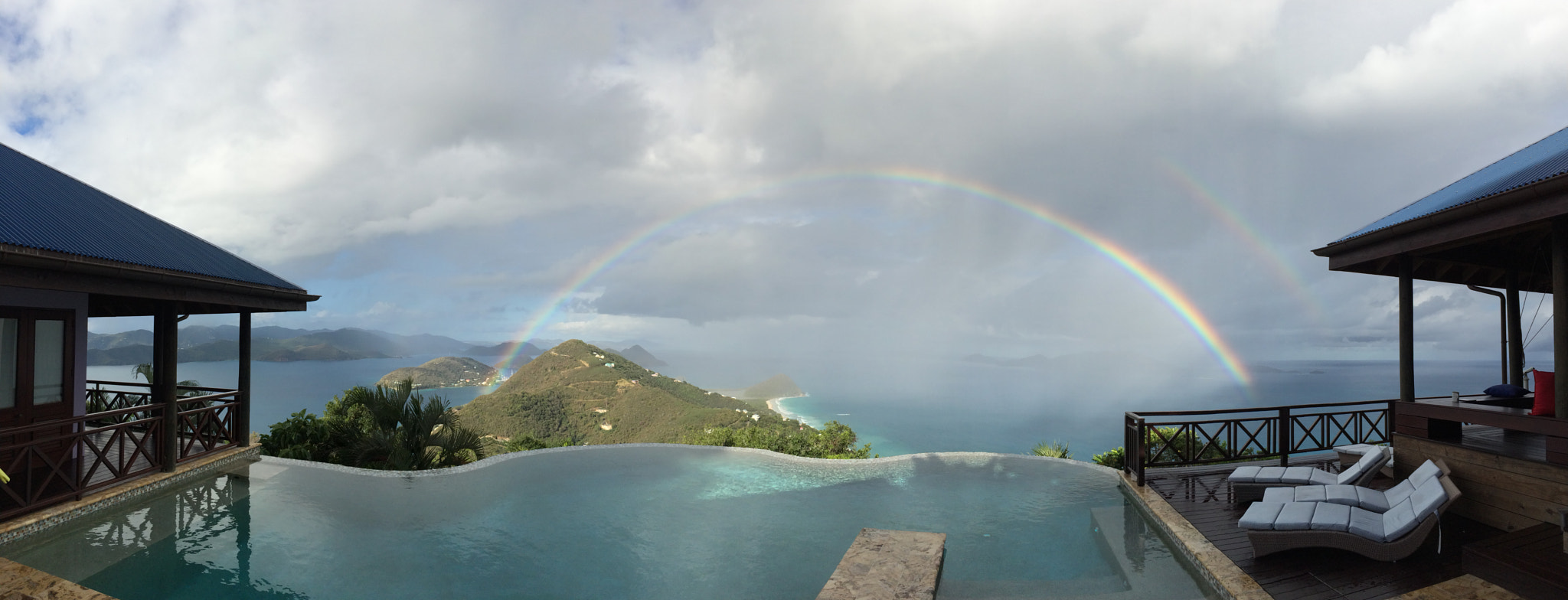
Durch die gebogene Kante optisch gewellt wirkender Infinitypool auf den Jungferninseln